# Suro Bali
Suro Bali is een bestuurslaag in het regentschap Kepahiang van de provincie Bengkulu, Indonesië. Suro Bali telt 382 inwoners (volkstelling 2010).